# Église Sainte-Anne d'Arles
L'église Sainte-Anne, ou plus anciennement Notre-Dame-la-Principale, était la première paroisse de rite catholique romain du centre-ville d'Arles, en France. Désaffectée après la Révolution, utilisée pour abriter le musée lapidaire de la ville, elle est classée  au titre des monuments historiques par la liste de 1875  et sert aujourd'hui de lieu d'expositions.

## Localisation
L'église est située dans le département français des Bouches-du-Rhône, sur la commune d'Arles, place de la République en angle nord-ouest avec l'Hôtel-de-ville.

## Historique
Première paroisse, par l'importance, du centre-ville, elle regroupait avec l'église Saint-Julien les plus riches familles arlésiennes. Déjà rebâtie une première fois en 1175, elle menaçait ruine lorsque Mgr Gaspard du Laurens, archevêque d'Arles, en ordonna la reconstruction le 29 août 1613. Bien que consacrée en 1628 le jour de la Sainte-Anne, d'où son vocable, elle ne fut réellement terminée que vers 1630. Elle abritait des reliques de cette sainte dans un buste de vermeil et fut confiée aux oratoriens qui la desservirent jusqu'à la Révolution.
Désaffectée au profit de Saint-Trophime qui, ayant perdu son statut de cathédrale, la remplaça comme paroisse du centre-ville, elle fut rétrocédée, par décret impérial de 1805, à la commune qui y implanta en 1826 un musée lapidaire d'art païen resté en place jusqu'en 1996, c'est-à-dire jusqu'au transfert des collections au musée départemental de l'Art Antique. Elle sert depuis de lieu d'expositions temporaires.

## Description
De style ogival, la nef, bordée de chapelles latérales surélevées, comprend cinq travées ; le chœur plus étroit (largeur du vaisseau central), orienté à l'ouest, est constitué d'une abside pentagonale dont la clé de voûte porte les armes de l'archevêque Gaspard du Laurens. Il n'y a pas de transept et il ne reste rien du mobilier d'époque.
La façade principale, ouvrant à l'est, face à Saint-Trophime, est très sobre ; sous le fronton triangulaire surbaissé à corniche à modillons, on peut remarquer deux blasons, martelés à la Révolution, qui portaient l'un les armes de France (Louis XIII ayant, lors de sa visite à Arles le 30 octobre 1622, fait un don de 15 000 livres pour sa reconstruction), l'autre les armes de la Ville ; au-dessus du portail d'entrée un niche abritait une statue de la Vierge remplacée par un buste de Minerve lors de l'instauration du musée lapidaire.
Au fond de l'impasse Balze, longeant l'ancien palais des Podestats (partie ouest et la plus ancienne de l'hôtel de ville), se trouve une porte latérale donnant accès à la face nord de l'abside pentagonale du chœur.

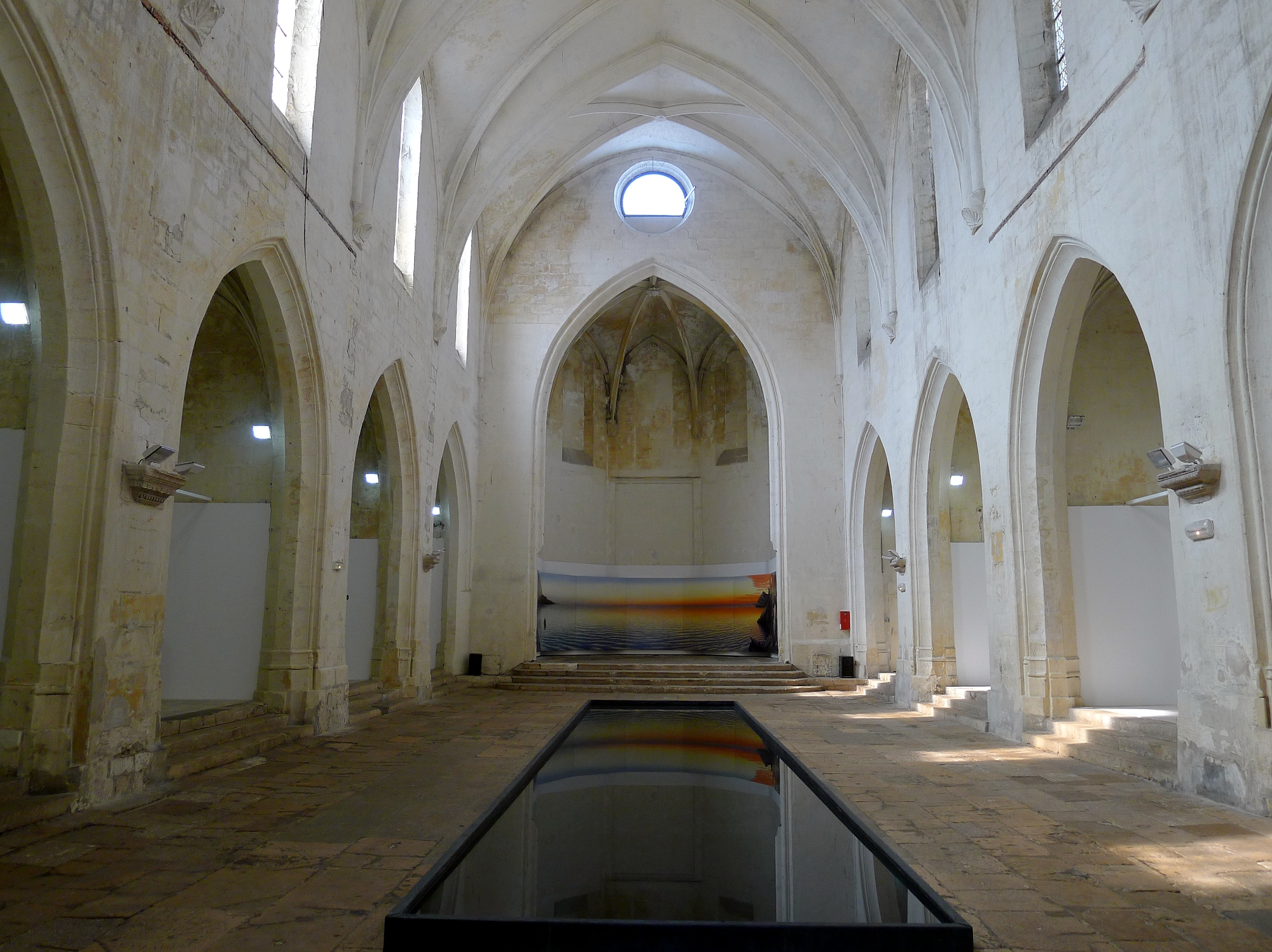
Intérieur de l'église aujourd'hui désaffectée.
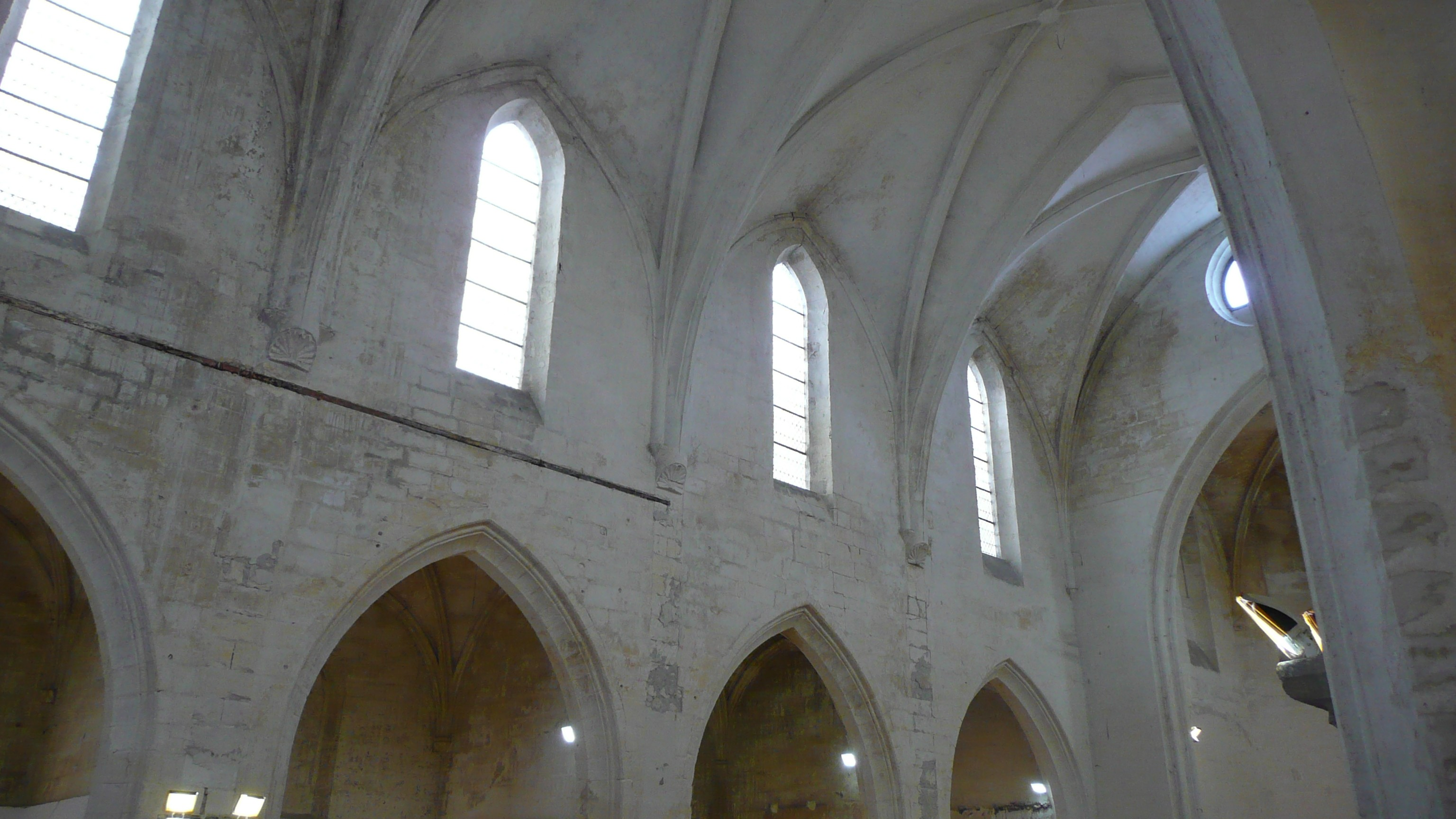
Côte sud de la nef.
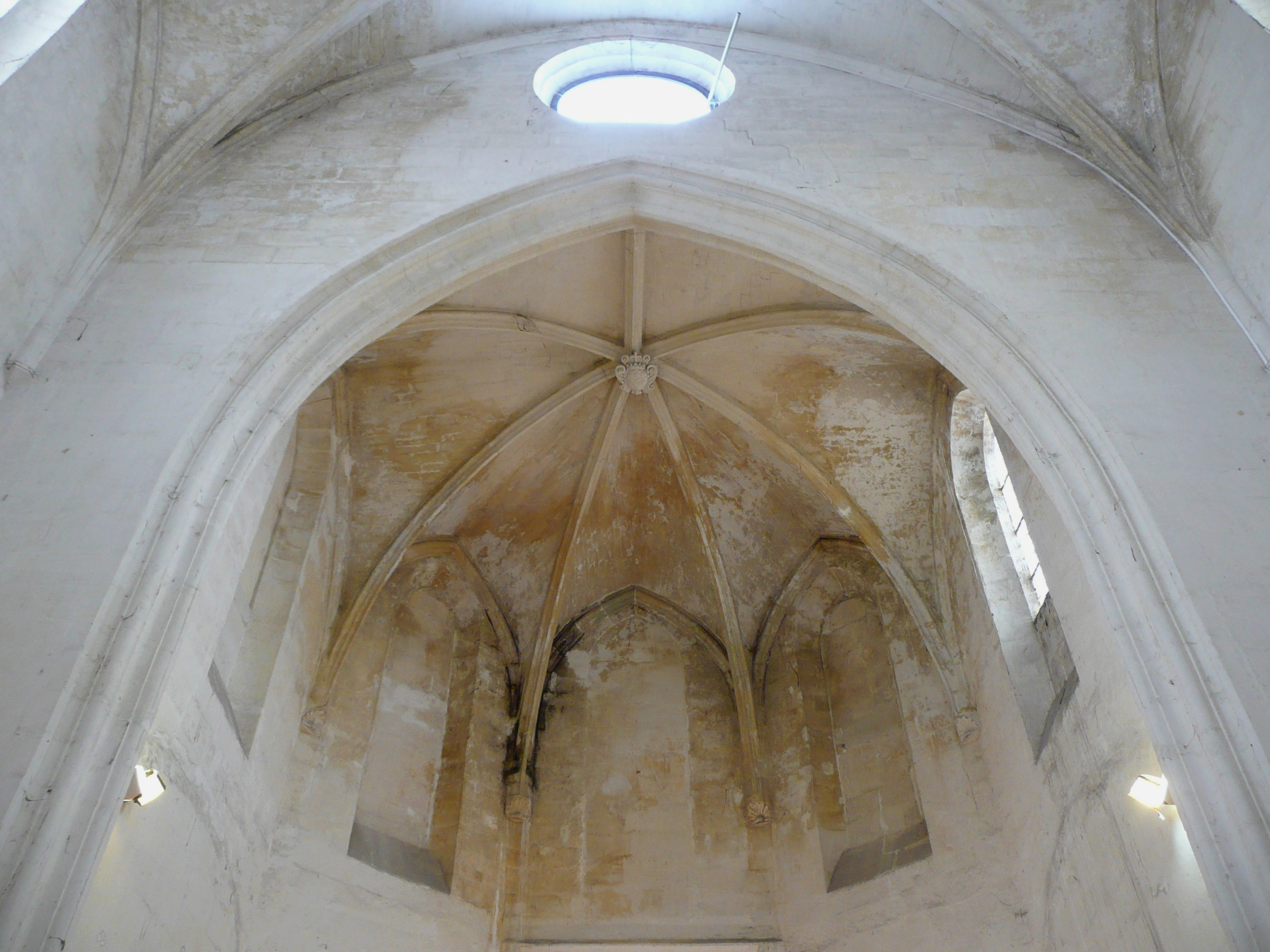
Arc triomphal et abside pentagonale.

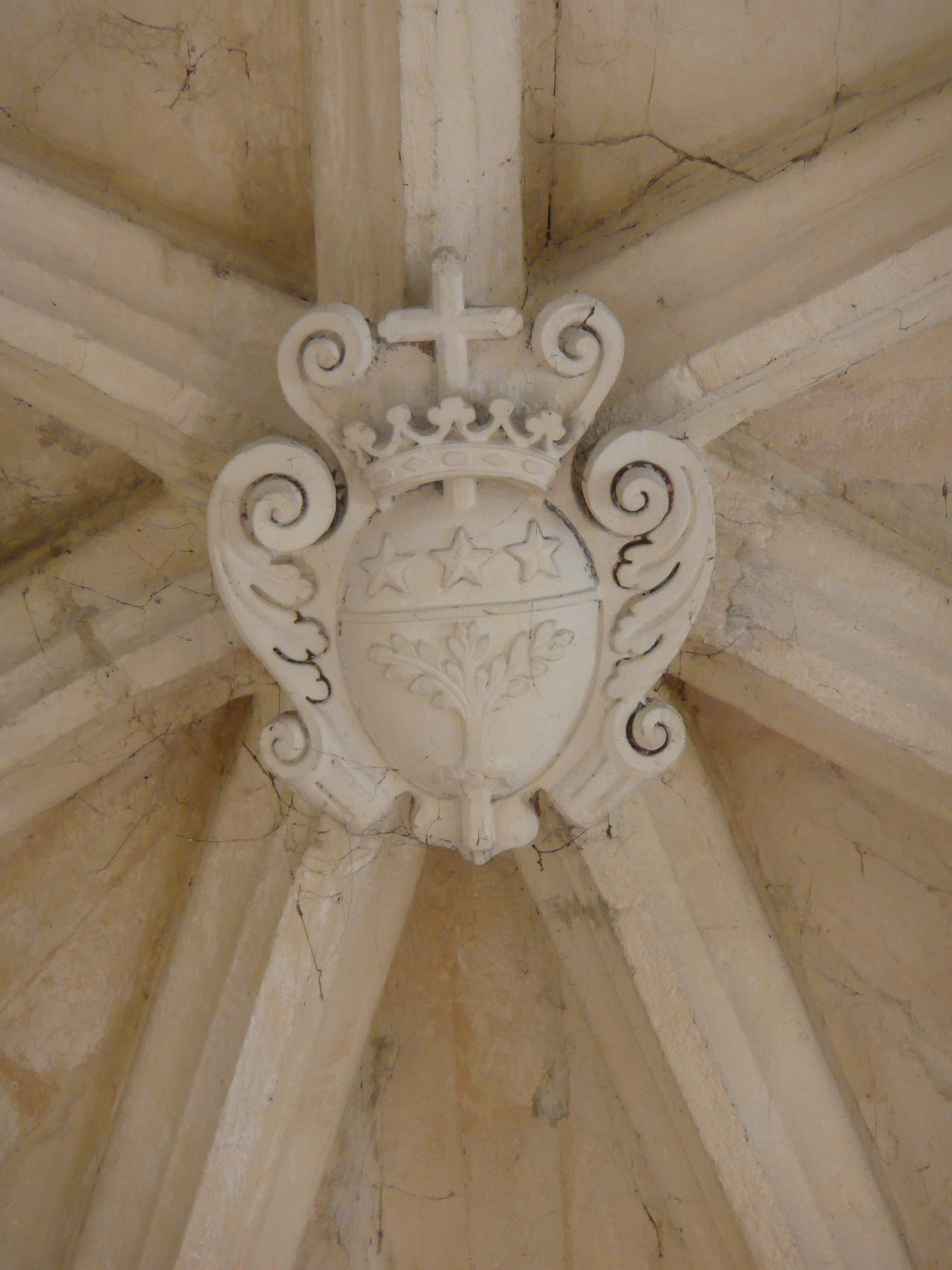
Clé de voûte de l'abside aux armes de Mgr du Laurens.
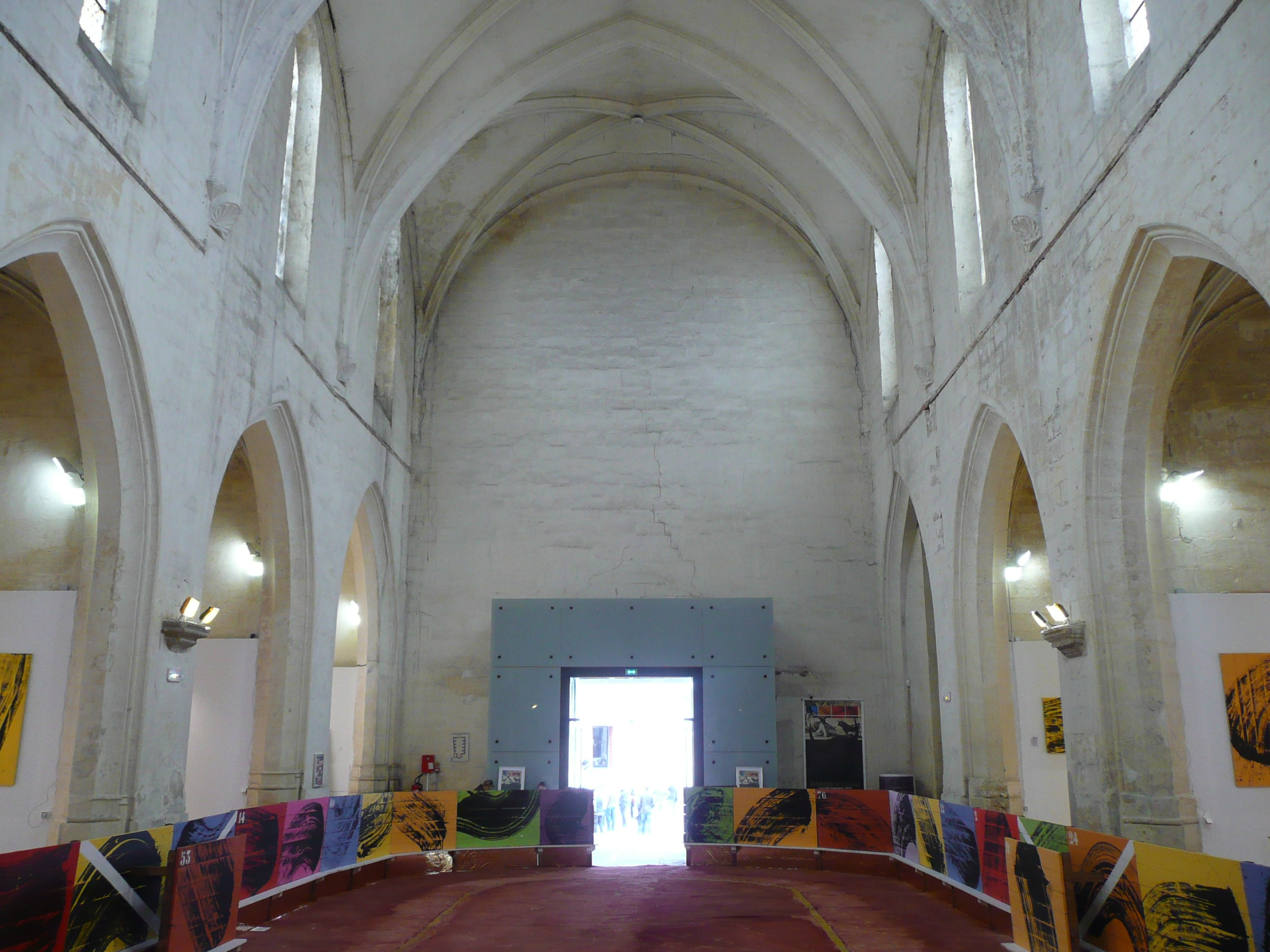
Moitié est de l'édifice et sa porte principale.
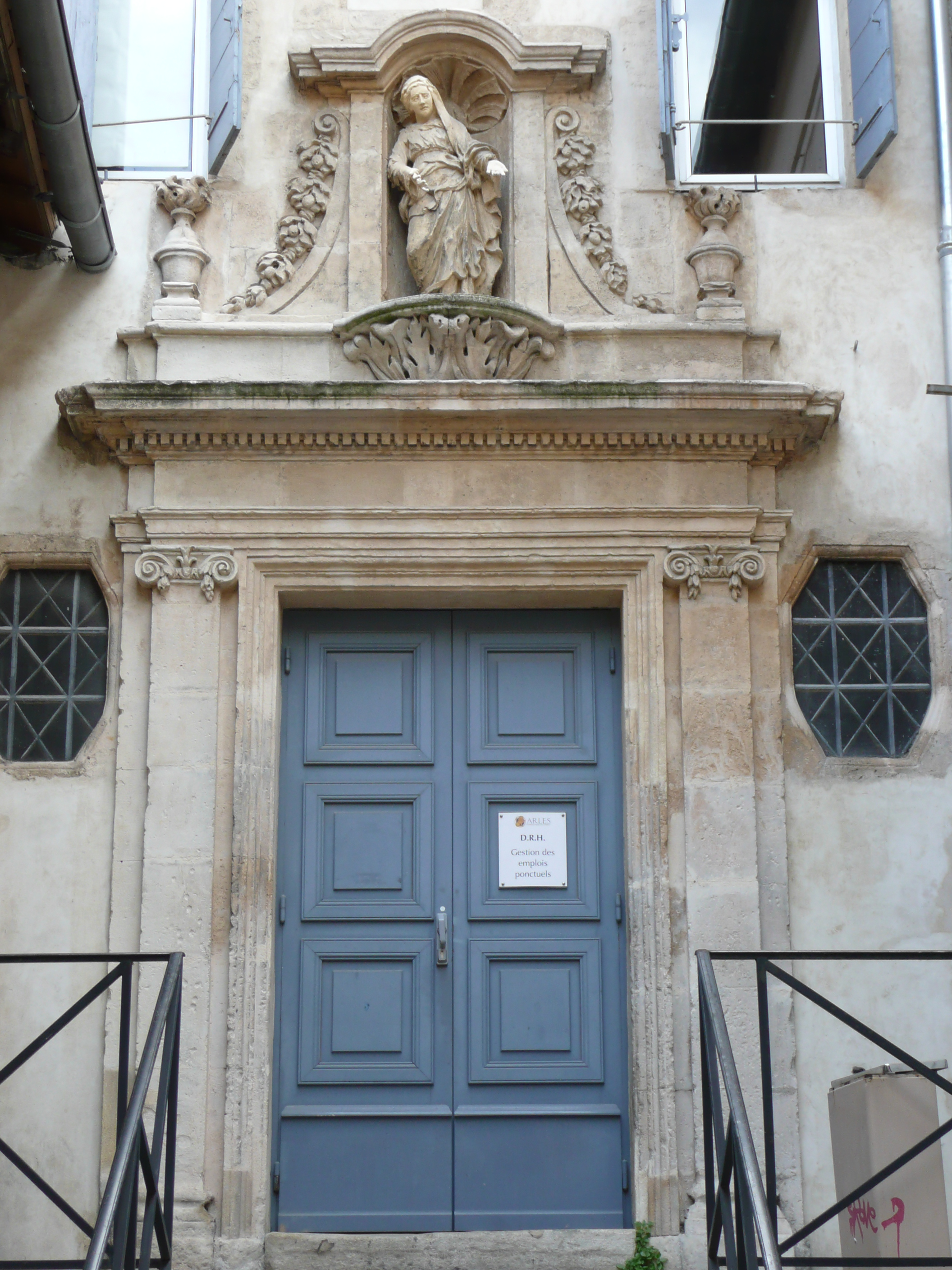
Porte latérale, impasse Balze.

### Source
Arles, ville sainte : les églises célèbres et oubliées, Michel Baudat, Actes Sud, 2002, pages 58 à 60,  (ISBN 2-7427-4102-X)